# 후지사키 (백화점)
주식회사 후지사키(일본어: 株式会社藤崎)는 미야기현 센다이시 아오바구에 본사와 본점을 두고, 센다이 시를 중심으로 도호쿠 지방에 점포를 갖고 있는 백화점이다.

## 개요
센다이 시의 중심가에 위치한 본점은 2005년도 판매액이 486억 9300만 엔에, 매장면적이 30447평방미터로 센다이 시 최대의 백화점이다. 그 외에도 도호쿠 지방의 도시에 기프트샵이 있다.
창업자 일가가 발행된 주식의 47% 정도를 보유하고 있으며, 상위 10위 이내의 대주주에서 다른 기업이 눈에 띄지 않는 전형적인 오너 기업이다.
1. ↑  2005년도 백화점 조사 - 니혼게이자이신문사. 후지사키 본점은 판매액 전국 44위, 미쓰코시 센다이점은 63위, 사쿠라노백화점 센다이점은 150위. 단 후지사키는 전체 판매액이 모두가 본점으로 조사되어 있다.